# Георгіце Іон Теодосійович
Іон Теодосійович Георгі́це (рум. Ion Teodose Gheorghiţă; псевдонім рум. Radu Delamunte; нар. 2 квітня 1939, Ларга — пом. 28 листопада 1991, Кишинів) — молдавський радянський поет, прозаїк, драматург, есеїст.

## Біографія
Народився 2 квітня 1939 року в селі Ларзі (нині Бричанський район Молдови). 1963 року закінчив Чернівецький університет. Відтоді працював у обласній газеті «Зориле Буковиней». Член КПРС з 1968 року.
Помер у Кишиневі 28 листопада 1991 року.

## Творчість
Автор збірок:
- «Мэрул дискордией»/«Яблуко розбрату» (Кишинів, 1969);
- «Нелиништь матинале»/«Ранкові тривоги» (Ужгород, 1969);
- «Піжмурки» (1971);
- «Ла марӂиня кымпией»/«Край поля» (1972);
- «Зелений шелест» (1974);
- «Ынэлцимь константе»/«Постійні висоти» (1979);
- «Симплу»/«Просто» (1981);
- «Дин прагул касей»/«Від порогу рідної хати» (1986);
- «Viaţa în continuare»/«Життя триває» (1991):
  - п'єса «Roua toamnei e fierbinte»/«Гаряча осіння роса»;
  - фарс «Pecală şi Tîndale în satul cu oameni»/«Пекале і Тиндале у селі між людьми»;
  - драматична поема «Inorogul»/Одноріг" (видавалася у 1983 році під назвою «Зодия Инорогулуй»/«Зоря однорога»; головний герой Димитрій Кантемир).

Низка його віршів була надрукована у колективній збірці «Плаюл дойнелор»/«Пісенний край» (Ужгород, 1968).
Виступав у періодиці як публіцист, видав книгу цього жанру «Екоул де а доуа зи»/«Відлуння вчорашнього дня» (1983). Уклав антології:
- дитячого фольклору «Песте дял, песте вылча»/«По горах, по долах» (1978, співавтор Аурел Чокану);
- молдавської поезії «Песте лягэн»/«Біля колиски» (1980; 1988).

Автор багатьох книжок для дітей:
- «Брад де мунте»/«Гірська ялина» (1970);
- «Сэ везь ши сэ крезь»/«Дивись і вір» (1973)
- «Окь де стя»/«Очі зірки» (1979);
- «Ворбе нэздрэване»/«Чарівні розмови» (1982);
- «Муре дин пэдуре»/«Лісові ягідки» (1985);
- «Оаспэць проаспэць»/«Неочікувані гості» (1989).

Знався на українській літературі, підтримував стосунки з українськими письменниками. Один з упорядників і перекладачів, автор передмов:
- до антології «Поець украинень»/«Українські поети» (1972);
- українського видання антології молдавської літератури і фольклору «Дойна» (Київ, 1985).

Укладач книг:
- «Повешть популаре украинешть»/«Українські народні казки» (1985);
- «Дин лирика украиняні»/«З української лірики» (1986).

Переклав багато творів українських класиків і сучасних письменників — Лесі Українки, Михайла Коцюбинського, Василя Стефаника, Івана Франка, Дмитра Павличка, Ліни Костенко, Василя Симоненка, Бориса Олійника, Миколи Вінграновського, Андрія М'ястківського. Понад десять років працював над перекладами творів Тараса Шевченка. У 1989 році опублікував «Кобзар» Тараса Шевченка у власному перекладі і з передмовою Олеся Гончара. Його переклади надруковано у збірках:
- «Світло серця. Українські поети» (1979);
- «Збратані ліри» (1979);
- «Вінок сонця» (1979);
- «Дерево дружби» (1984).

Твори письменника перекладено болгарською, естонською, російською та українською мовами.